# تایریک میچل
تایریک میچل (انگلیسی: Tyrick Mitchell؛ زادهٔ ۱ سپتامبر ۱۹۹۹) بازیکن فوتبال است.
از باشگاه‌هایی که در آن بازی کرده‌است می‌توان به باشگاه فوتبال کریستال پالاس اشاره کرد.
وی همچنین در تیم ملی فوتبال انگلستان بازی کرده‌است.

## دوران باشگاهی

### جوانان
او در دوره جوانان، پیش از انتقال به باشگاه فوتبال کریستال پالاس، برای باشگاه‌های ویمبلی و برنتفورد بازی می‌کرد. او ترجیح می‌داد برای حمایت از خانواده اش در لندن بماند.

### کریستال پالاس
در ژوئیه ۲۰۱۶، میچل به باشگاه فوتبال کریستال پالاس در لیگ برتر فوتبال انگلیس پیوست. پس از یک فصل حضور در تیم‌های پایه، به او یک بورس تحصیلی دو ساله اعطا شد و برای تیم‌های زیر ۱۸ و زیر ۲۳ سال لیگ توسعه حرفه‌ای بازی کرد. در سال ۲۰۱۸، او بازیکن ثابت زیر ۲۳ سال شد و در ژانویه ۲۰۱۹ با قراردادی جدید پاداش گرفت.

## دوران ملی
میچل متولد انگلستان با اصالتی جامائیکایی است و علاقه خود را برای بازی در تیم ملی فوتبال جامائیکا ابراز کرده‌است. او اولین دعوت خود را برای بازی در تیم بزرگسالان انگلیس را در ۲۱ مارس ۲۰۲۲ پس از کناره‌گیری ترنت الکساندر-آرنولد و ریس جیمز دریافت کرد.
او اولین بازی خود را برای بزرگسالان در جریان پیروزی ۲–۱ مقابل تیم ملی فوتبال سوئیس در ۲۶ مارس ۲۰۲۲ انجام داد و به عنوان یار تعویضی در دقیقه ۶۱ به‌جای لوک شاو انجام داد.